# Antony Valabrègue

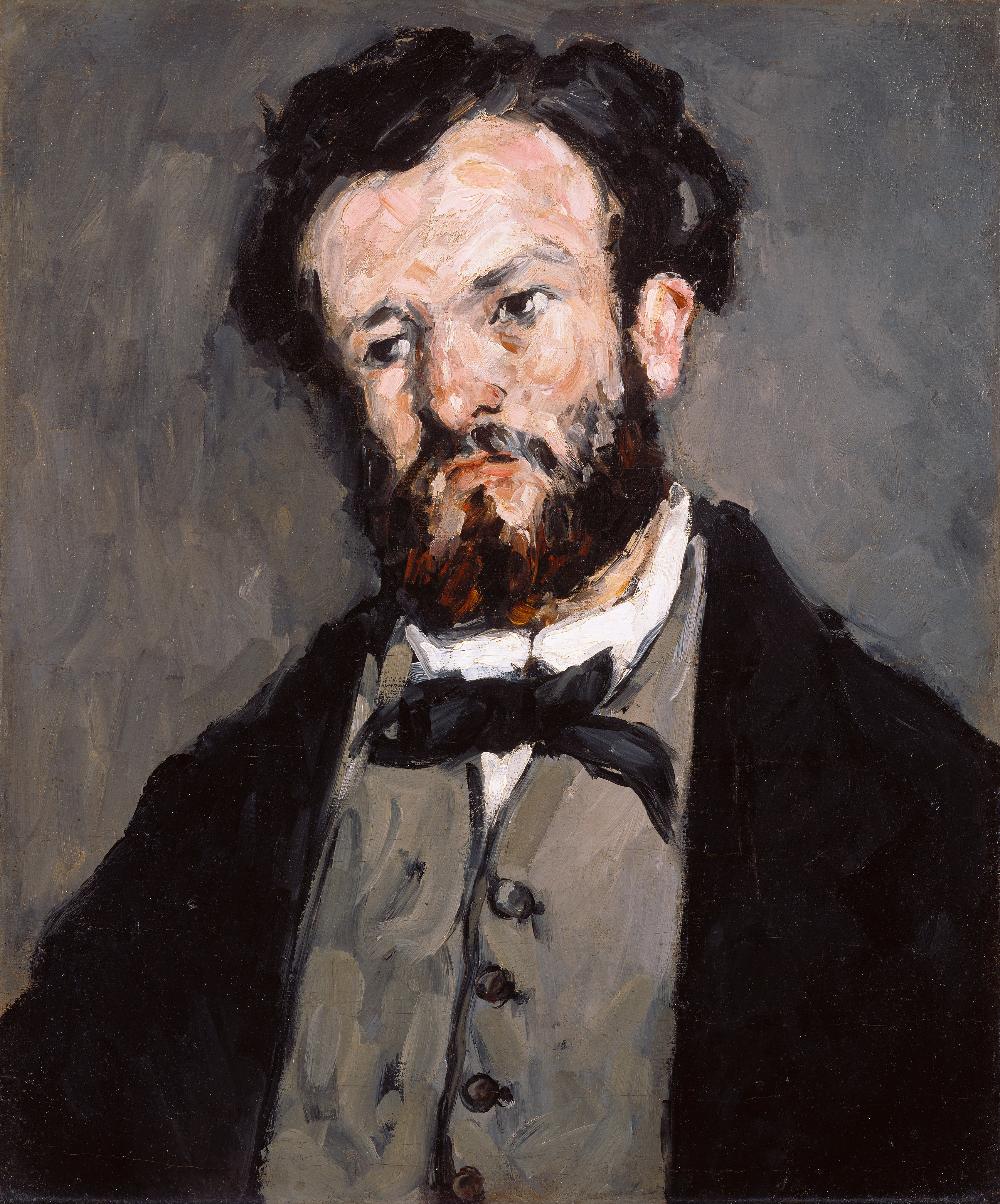
Antony Valabrègue

Antony Valabrègue (* 1844 in Aix-en-Provence, Dépt. Bouches-du-Rhône; † 1900 in Paris) war ein französischer Schriftsteller und Kunstkritiker.

## Leben
Valabrègue verbrachte seine Kindheit und Jugend in Aix-en-Provence, wo er unter anderem mit Paul Cézanne und Émile Zola befreundet war.
Mit 22 Jahren ging Valabrègue 1866 nach Paris und konnte dort bereits im darauffolgenden Jahr als Lyriker erfolgreich debütieren. Seine ersten Gedichte veröffentlichte er in der Zeitschrift L'Artiste. Durch die offizielle Literaturkritik aufmerksam geworden, forderte ihn Alphonse Lemerre auf, an der später berühmt gewordenen Anthologie Le Parnasse contemporain mitzuarbeiten. Heute zählt Valabrègue nicht zu den unwichtigsten Vertretern der Parnassiens.
Die meisten seiner Werke erschienen als erstes in den Feuilleton verschiedener Zeitschriften, u. a. „L'Artiste“, „La revue bleue“, „La revue des arts décoratifs“. 1894 reiste Valabrègue auf Veranlassung des Kultusministers nach Deutschland, um über die französische Kunst in Frankreich zu berichten. 1898 unternahm er nochmals eine ähnliche Reise, ebenfalls durch Deutschland.

## Trivia
Antony Valabrègue gilt als Vorbild für den Maler Gagnière, einer fiktiven Person aus Émile Zolas Roman „L'œuvre“.

## Werke (Auswahl)
- Abraham Bosse. 1892.
- L'art français en Allemagne. Rapport sur une mission. 1895.
- Madame Falconet. Une artiste francaise en Russe. 1898.
- Une maître fantaisiste du XVIII siècle. Claude Gillot. 1883.
- Petits poèmes parisiens. 1880.
- Poètes contemporains. André Theuriet. 1881.
- Les princesses artistes. 1888.